# Nasrollah Entezam
 (août 2017).
Si vous disposez d'ouvrages ou d'articles de référence ou si vous connaissez des sites web de qualité traitant du thème abordé ici, merci de compléter l'article en donnant les références utiles à sa vérifiabilité et en les liant à la section « Notes et références ».
Nasrollah Entezam (en persan : نصر الله انتظام [næsroˈlːɔːh enteˈzɔːm], né le 16 février 1900 à Téhéran et mort le 19 décembre 1980 dans la même ville, est un homme politique et diplomate iranien. Il était le frère d'Abdollah Entezam. Son nom est parfois écrit Nazrollah Entezam ou Entézam.

## Biographie
Nasrollah Entezam est né au sein d'une ancienne et prestigieuse famille iranienne. Sa mère était Chorschid Chanum Ghaffari, une petite-fille de Mirza Ali Khan Amin al Dowleh. Nasrollah fréquenta tout d'abord les Allemands de l'École technique à Téhéran, puis étudia au Dar-ol Fonoun et poursuivit ensuite ses études à l'École des sciences politiques de Téhéran.
Après avoir terminé ses études, il entra au service du ministère iranien des Affaires étrangères. Son premier emploi à l'étranger le conduisit à l'ambassade iranienne de Paris. Après un certain temps, il fut muté à l'ambassade iranienne de Varsovie.
En 1931, il retourna en Iran et travailla au ministère des Affaires étrangères ; les traités internationaux relevaient de son secteur. Pour cette raison, il devint secrétaire de la Délégation iranienne des métiers qui avait, dès 1932, renégocié la concession de l'Anglo-Iranian Oil Company). Dans ce contexte, il accompagna Ali-Akbar Davar et Hossein Ala' à Genève, à la Société des nations. À partir de 1933, Entenzam devint chargé d'affaires iranien de l'ambassade à Berne et chef de la délégation iranienne lors de la Ligue des nations, à Genève.
En 1939, Entezam rentra en Iran. À l'été 1940, il devint chef de service du protocole de la Cour. Avec l'arrivée des troupes britanniques et soviétiques lors de l'invasion anglo-soviétique de l'Iran, l'empereur Reza Chah abdiqua en faveur de son fils Mohammad Reza Pahlavi ; Entezam continua d'être chef du protocole jusqu'à la nomination de Mohammad Ali Foroughi au ministère de la Cour.
En 1943, il fut nommé ministre de la Santé au cabinet du Premier ministre Ahmad Ghavam. Plus tard, le cabinet d'Ali Soheili confia à Entezam, en premier, le ministère de la Poste, des Télégraphes et du Téléphone, et, plus tard, le ministère des Transports. Il continua à diriger le ministère des Transports jusqu'à sa nomination au poste de ministre des affaires étrangères par le Premier ministre, Morteza Gholi Bayat. Puis, en mars 1945, Entezam fit partie, en tant que ministre des Affaires étrangères, de la délégation iranienne envoyée à San Francisco à l'assemblée constitutive de l'organisation des Nations unies. À partir de 1947, il fut le représentant permanent et ambassadeur de son pays auprès de l'ONU, dont il devint le président. Entezam fut le cinquième président de l'Assemblée générale des Nations unies (1950-1951).
En 1953, Entezam est révoqué de son poste d'ambassadeur auprès de l'ONU par le Premier ministre Mohammad Mossadegh, mais, immédiatement après la chute de Mossadegh en août 1953, il fut nommé ambassadeur iranien à Washington. En 1958, Entezam devient ambassadeur à Paris. En 1962, il retourne en Iran, pour devenir ministre d'État (sans portefeuille) dans le cabinet du Premier ministre Asadollah Alam.
Nasrollah Entezam fut membre du Parti du Nouvel Iran (Iran Novin), puis, le 2 mai 1975, Entezam fut l'un des fondateurs et devint le président, et plus tard le vice-président, du parti Rastakhiz.
Au début de la Révolution islamique, Entezam rentra de voyage de Genève à Téhéran. Là, il fut immédiatement arrêté, puis incarcéré et maltraité à la prison d'Evin. Son compagnon de cellule, l'ancien ministre de la Santé Scheichol Eslam, finit par demander aux gardiens son transfert vers un hôpital. Entezam fut finalement libéré, pour que seulement quelques jours plus tard, il meure dans la maison de sa sœur Farok Lagha Entezam-Saltaneh, où il s'était rendu après sa libération. La maison de Nasrollah Entezam, remplie de cadeaux donnés par des invités ou des amis, des diplomates et des souvenirs témoignant de ses nombreux voyages et de sa grande expérience, du temps où il travaillait, au service de son pays, fut saisie et entièrement pillée.
Son frère Abdollah Entezam fut un politicien iranien, ambassadeur et ministre des Affaires étrangères.